# Fran Jeffries
Pour les articles homonymes, voir Jeffries.
Fran Jeffries est une actrice, chanteuse américaine et mannequin pour Playboy. Elle est née le 18 mai 1937 à Palo Alto en Californie et décédée le 15 décembre 2016 à Los Angeles.

## Filmographie

### Cinéma
- 1958 : Les Boucaniers : Cariba
- 1963 : La Panthère rose : la cousine grecque
- 1964 : Une vierge sur canapé : Gretchen
- 1965 : C'est la fête au harem : Aishah
- 1969 : Sacré Far West (A Talent for Loving) de Richard Quine : Maria

### Télévision
- 1961 : Toast of the Town : la chanteuse (1 épisode)
- 1967 : The Red Skelton Show : elle-même (1 épisode)
- 1976 : Sergent Anderson : Tracy (1 épisode)

## Discographie

### Singles
- 1964 : Sex and the Single Girl?
- 1966 : Take Me (Tutta La Gente Del Mondo)
- 1966 : Honey and Wine
- 1967 : Life Goes On
- 1967 : My Lonely Corner
- 1968 : Gone Now
- 1968 : I've Been Wrong Before